# Geal-Chàrn
Geal-Chàrn är ett berg i Storbritannien.   Det ligger i kommunen Highland och riksdelen Skottland, i den norra delen av landet, 600 km nordväst om huvudstaden London. Toppen på Geal-Chàrn är 1 132 meter över havet, eller 401 meter över den omgivande terrängen. Bredden vid basen är 9,6 km. Geal-Chàrn ingår i Beinn Pharlagain.
Terrängen runt Geal-Chàrn är huvudsakligen kuperad. Trakten runt Geal-Chàrn är nära nog obefolkad, med mindre än två invånare per kvadratkilometer. Trakten runt Geal-Chàrn består i huvudsak av gräsmarker.